# Strumigenys deltisquama
Strumigenys deltisquama (лат.) — вид мелких земляных муравьёв из подсемейства Myrmicinae. Новый Свет.

## Распространение
Неотропика: Колумбия, Коста-Рика, Мексика, Панама.

## Описание
Мелкие скрытные муравьи (длина около 2,5 мм) с головой в форме символа сердца, расширенной к основанию. Тело покрыто расширенными волосками ложковидно-округлой формы. Скапус усика короткий, широкий и сплющенный. Голова и промезонотум без отстоящих волосков. Проподеум c зубцами. Апикальная вилка жвал из 3 зубцов: апикодорзальный, апиковентральный и между ними интеркалярный (также есть 2 преапикальных мелких зубчика). Длина головы HL 0,62—0,67 мм, ширина головы HW 0,63—0,65 мм, мандибулярный индекс MI 50—55, длина скапуса SL 0,28—0,30 мм. Усики 6-члениковые.
Включён в видовую группу S. deltisquama-group (триба Dacetini).
Основная окраска желтовато-коричневая. Мандибулы длинные, узкие (с несколькими зубцами). Глаза расположены внутри усиковых желобков-бороздок, вентро-латеральные. Нижнечелюстные щупики 1-члениковые, нижнегубные щупики состоят из 1 сегмента (формула 1,1). Стебелёк между грудкой и брюшком состоит из двух члеников: петиолюса и постпетиолюса (последний четко отделен от брюшка), жало развито, куколки голые (без кокона). Специализированные охотники на коллембол. Вид был впервые описан в 1957 году американским мирмекологом Уильямом Брауном (Brown, W. L., Jr. , 1922—1997) по типовым экземплярам, собранным К. Купером (K. W. Cooper) в январе 1941 года на острове Барро Колорадо в зоне Панамского канала, а его валидный статус подтверждён в ходе ревизии британским мирмекологом Барри Болтоном.

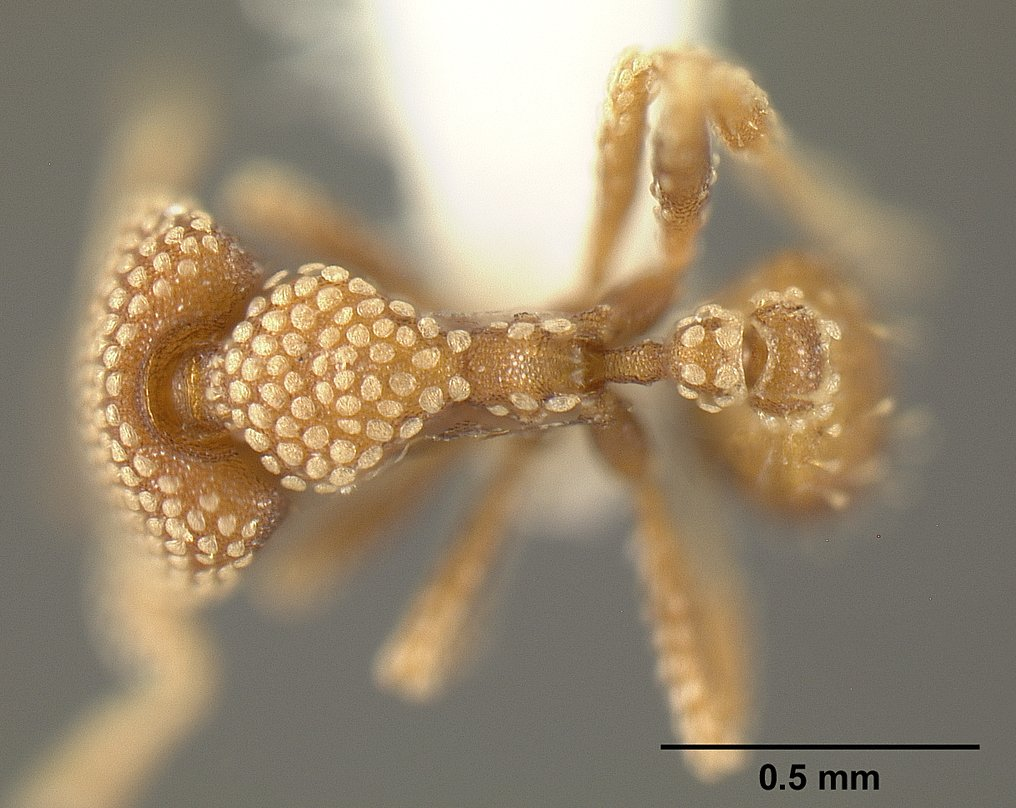
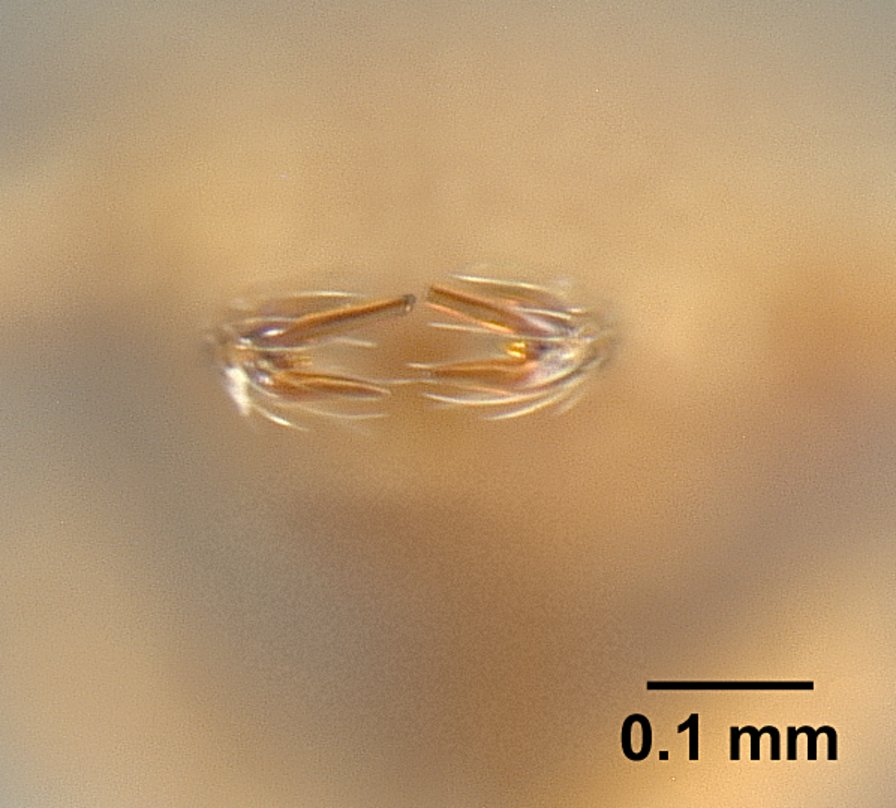
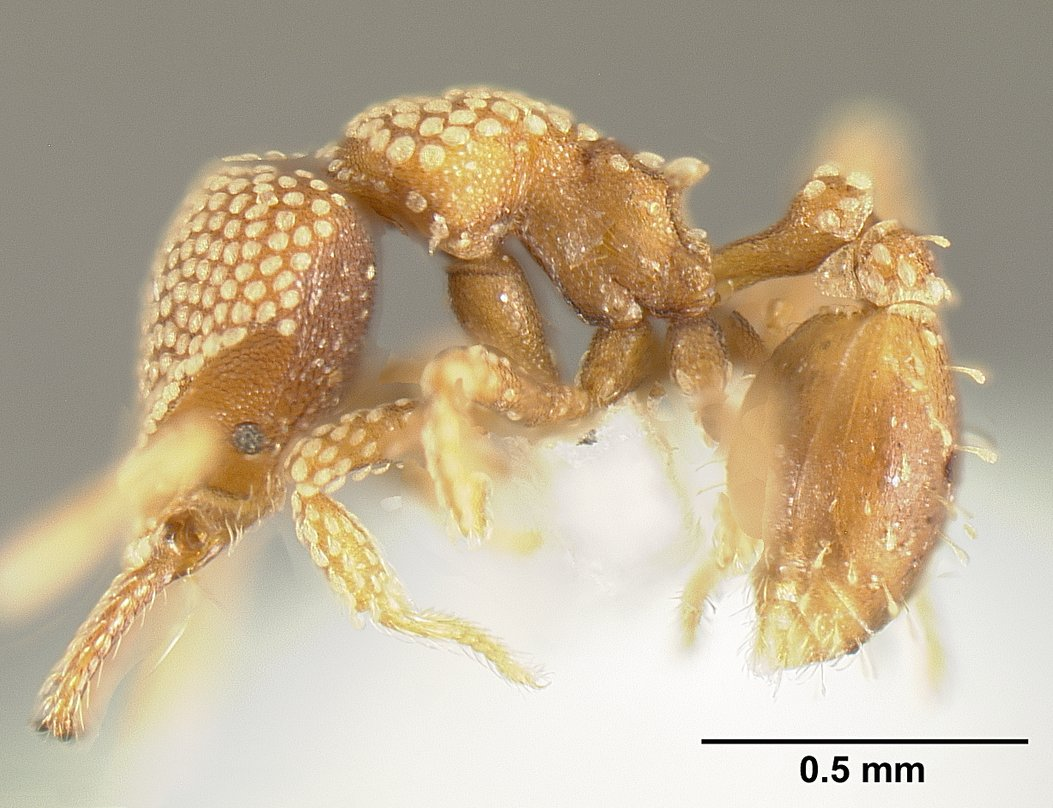